# 佐倉なぎ
佐倉なぎ（さくら　なぎ、1999年3月29日 - ）は、日本のアイドルグループ「透色ドロップ」2期生。新潟県出身。サイリウムカラーは赤色。身長148.6㎝。B型。

## 人物
- 愛称は「なぎ」「なじ」「なじさん」
- 名前の由来は凪のような穏やかな女子になりたくてなぎにした
- クアッカワラビーが大好き
- 卒園式前日に机に腕を組んでいたら不意に落ちて脱臼した
- 小1から高校まで舞を習っていた
- 吹奏楽部でクラリネットを担当
- 高校でサッカー部に所属していたがリフティングはできない
- 農業系高校出身
- 前職はウエディングプランナーで受付を行っていた
- オーディションに専念するため会社を退職した
- 特典会では楽しくしゃべることを意識していて「みんな笑顔で帰るので初現場なら自分に来るのがいい」と語っている

## ラジオ
個人コーナー名「佐倉なぎのセンス」
センスの塊佐倉なぎがあなたの周りにいたちょっと変わった人にあだ名をつけるコーナーです

## 来歴
グループとしての詳細は